# 宏盟集團
宏盟集團（：OMC），美国一家全球广告、市场营销和企业传播控股公司。是现今全球最大的广告传播服务联合大企业和四大代理公司之一（其他为WPP集团、Interpublic和阳狮集团）。在100多个国家和地区的1,500个办事处为5,000多客户提高服务。
旗下拥有黃禾廣告（BBDO）、腾迈廣告（TBWA Worldwide）、恆美廣告（DDB Worldwide）、Ketchum、FleishmanHillard、浩騰媒體等代理商。

## 历史
- 1986年 DDB Needham与BBDO合并
- 1986年 Omnicom集团成立
- 1993年 收购TBWA
- 1996年 收购Ketchum Communications
- 1996年 Ketchum和香港的Newscan合资成立Ketchum Newscan
- 1999年 buys Sheppard Associates
- 2001年 buys Grizzard Communications for US$91m
- 2001年 Matthew Freud leads £10m buyout of Freud Communications
- 2001年 收购The Washington Group
- 2002年 在芝加哥建立Element 79 Partners
- 2013年7月29日 全球第二及第三大廣告公司宏盟集團（Omnicom Group Inc.）及陽獅集團宣佈，以對等方式合併成全球最大廣告商，市值351億美元（約2,738億港元），合併後的公司會以陽獅宏盟集團（Publicis Omnicom Group）命名，宏盟擁有黃禾廣告（BBDO）、李岱艾廣告（TBWA Worldwide）、恆美廣告（DDB Worldwide）等公司；陽獅集團則持有李奥贝纳广告（Leo Burnett）、廣告（Saatchi & Saatchi）及DigitasLBi等公司。公司將分別於紐交所及泛歐證券交易所（Euronext）上市，代號保留為ONC。2014年5月9日，雙方於一項共同協議中表示，將取消此項合併計畫，原因是協議中的關係破裂。
- 2021年9月20日，宏盟集團（OMC）已同意收購總部位於柏林的數字原生廣告公司 antoni。自 2015 年與創始客戶梅賽德斯-奔馳一起推出以來，antoni 已發展到 170 多人，並將其服務擴展到領先品牌，如 Vodafone、bett1.de、Kärcher 和 Katjes。 antoni 由董事總經理兼首席創意官 André Kemper 和董事總經理兼首席執行官 Tonio Kröger 創立，他們將在 22 年第一季度交易完成後繼續擔任目前的職務。[5]